# Lespesia rubripes
Lespesia rubripes là một loài ruồi trong họ Tachinidae.